# Marc Okrand
Marc Okrand (/ˈoʊkɹænd/; nascido em 3 de julho de 1948) é um linguista Norte-Americano. Seu trabalho profissional é com linguagens Nativo Americanas além de ser bem conhecido por ter sido o criador da Língua klingon na franquia Star Trek.

## Biografia

### Linguista
Como linguista, Okrand trabalhou com linguagens nativo americanas. Recebeu um grau de bacharel da Universidade da Califórnia em Santa Cruz em 1970. Sua dissertação de doutorado em 1977 na Universidade da Califórnia em Berkeley foi sobre a gramática do Mutsun, uma língua Ohlone extinta, anteriormente falada nas áreas costeiras do centro-norte da Califórnia. Sua dissertação foi supervisionada pela linguista pioneira, Mary Haas. De 1975 até 1978, ele lecionou em cursos para estudantes universitários de linguística na Universidade da Califórnia em Santa Bárbara, antes de conseguir uma bolsa de pós-doutorado no Smithsonian Institution, Washington, D.C. em 1978.
Depois disso, Okrand trabalhou no National Captioning Institute, no primeiro sistema de legenda para surdos na televisão. Até sua aposentadoria em 2013, Okrand serviu como um dos diretores para a Live Captioning no National Captioning Institute e como Presidente do conselho de administração do WSC Avant Bard (anteriormente o Washington Shakespeare Company) no Condado de Arlington, o qual planejou realizar "uma tarde de Shakespeare em Klingon" em 2010.

### Star Trek
Enquanto coordenava a criação de legendas para os Oscars em 1982, Okrand conheceu o produtor do filme Star Trek II: The Wrath of Khan. Seu primeiro trabalhou foi dublar alguns diálogos do Star Trek II: The Wrath of Khan em Vulcano, que os atores já haviam filmado em Inglês. Foi contratado pela Paramount Pictures para desenvolver a língua Klingon e ensinar os atores a usá-la em Star Trek III: The Search for Spock, Star Trek V: The Final Frontier e Star Trek VI: The Undiscovered Country. Depois foi contratado para o uso das linguagens Vulcana e Romulana no filme Star Trek de 2009. Ele também criou diálogos em Klingon para o filme, mas as cenas foram cortadas. Ele também esteve envolvido com Além da Escuridão - Star Trek, mas somente durante a pós-produção.
Okrand escreveu três livros sobre Klingon – Dicionário da língua Klingon (publicado no Brasil pela Editora Aleph em 1995, The Klingon Way (1996) e Klingon for the Galactic Traveler (1997), como também dois cursos em áudio: Conversational Klingon (1992) e Power Klingon (1993). Ele também foi coautor de um livreto de uma ópera em Klingon: ’u’, apresentada pela primeira vez na Haia. Ele fala em Klingon, mas nota que outros atingiram uma fluência maior.
Em 2018 ele desenvolveu a linguagem para a raça Kelpien no terceiro episódio de Short Treks, "The Brightest Star".

### Outro
Em 2001, Okrand criou a Língua atlante para o filme Atlantis: The Lost Empire da Disney, no qual ele também foi usado como modelo facial inicial para o design do protagonista.